# Телль-ель-Хаммам
Телль-ель-Хаммам (араб. تل الحمام — пагорб (телль), місце археологічних розкопок поселення середньої бронзової доби (1800—1550 рр. до н. е.) у південній Йорданській долині, на північний схід від Мертвого моря, в Йорданії Розташований в 22 км на схід від стародавнього Єрихона.
Поселення безперервно існувало з часів енеоліту (близько 4700 до н. е.). Місто було покинуто близько 1550 до н. е. На момент зникнення воно було одним з найбільших міст Палестини, найбільшими були тільки Тель-Хацор і Ашкелон. Пізніше його територія входила до складу більшого міста Лівіас (городище Телль-ель-Раме), яке існувало за часів Римської імперії, Візантії та ранньоісламського періоду.

## Гіпотеза про метеоритне руйнування
Згідно з гіпотезою Банча та його співавторів, місто було зруйноване вогнем та ударною хвилею приблизно у 1650 році до н. е. через вибух у повітрі крижаного астероїда чи гігантського метеориту. Механізм катастрофи подібний до Тунгуського метеорита 1908 року, потужність вибуху становила щонайменше 10 мегатонн у тротиловому еквіваленті, що перевищує потужність атомного вибуху в Хіросімі 1945 року в тисячу разів. На думку дослідників, температура при катастрофі перевищувала 2000 °C, кістяки сильно фрагментовані і містять частки розплавленого піску. Також були виявлені частинки мінералів ударного походження — імпактного кварцу, діамандоїдів і сферул — крихітних кульок розплавленого матеріалу, що складаються із суміші випарованого заліза та піску, а також оплавлені кристали високотемпературних мінералів. Крім того, підвищений вміст платини, іридію, нікелю, хрому, золота і срібла, які рідко зустрічаються в земних породах, але містяться в космічних тілах.
Автори дослідження дуже обережно висловилися про можливу відповідність місця старозавітним містам Содому та Гоморрі.
Критики гіпотези вказують на такі факти:
- не тільки Телль-ель-Хаммам, а й низка інших міст середнього бронзового віку були покинуті приблизно в той же час, тобто його випадок не був унікальним.
- ймовірний час запустіння міста не узгоджується з біблійною хронологією у прив'язці до інших подій, згаданих до і після руйнування Содома та Гоморри[4][5].

## Археологія
Археологічні розкопки з 2006 року проводить група вчених з акредитованого християнського Veritas International University в Санта-Ані в штаті Каліфорнії, неакредитованого євангельського християнського Південно-Західного університету Трініті в Альбукерці в штаті Нью-Мексико, під егідою під керівництвом декана коледжу археології та біблійної історії при Південно-Західному університеті Трініті Стівена Коллінза. У розкопках беруть участь аспіранти та докторанти, а також велика кількість добровольців з усієї Північної та Південної Америки, Європи, Африки, Азії, Австралії, Нової Зеландії та країн Близького Сходу.